# كنيس دير القمر

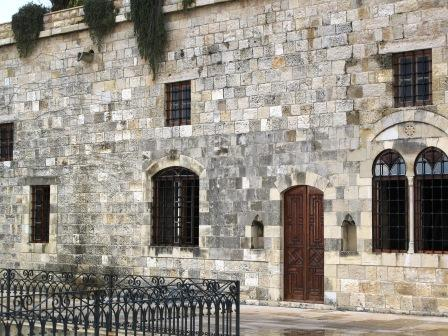
كنيس دير القمر

كنيس دير القمر هو أقدم كنيس يهودي في منطقة جبل لبنان ثم بناءه في القرن ال17 ميلادي لتقيم فيه الطائفة اليهودية في دير القمر وما جاورها شعائرها الدينية. كان بعض من أفراد هذه الطائفة من الحاشية المقربة للأمير فخر الدين الثاني.كان الكنيس للطائفة اليهودية الأرثوذكسية. و المبنى في حالة جيد.

## وصلات خارجية
- مجلس الجالية اليهودية اللبنانية (باللغة إنجليزية)
- ماغين أبراهام كندا (باللغة إنجليزية)

1. ↑  مُعّرف طريق في خريطة الشارع المفتوحة (OSM): 487025949.